# シュガー＊ソルジャー
『シュガー＊ソルジャー』（SUGAR SOLDIER）は、酒井まゆによる日本の少女漫画作品。『りぼん』（集英社）2011年9月号から2015年7月号まで連載された。

## 概要
『MOMO』『クレマチカ靴店』などファンタジー要素の作品が続いた酒井まゆが描く王道学園ラブコメディ。有名読者モデルを姉に持つ主人公が高校入学を機に可愛くなろうと努力する姿を描き出す。
全47回にわたり、酒井にとって現時点での最長寿作品。

## あらすじ
主人公の如月麻琴は、有名な読者モデルである姉に対して強いコンプレックスを抱いている女の子。中学時代の苦い思い出をきっかけに自分を変えようと一念発起し、「可愛くなりたい」と気合十分で高校に入学するが、入学早々、同じ新入生の入谷瞬に激突されて制服が台無しに……。それでも、自分を「有名モデルの妹」ではなく「如月麻琴」という1人の女の子として見てくれる優しい彼のことが気になり始めて……。

## 登場人物
声は短編アニメ（後述）のもの。
如月 麻琴（きさらぎ まこと）
声 - 水瀬いのり
主人公。高校1年生。やや妄想癖のあるネガティブな少女。
幼い頃から美人の姉・莉華と比較され続け、現在も読者モデルとして有名な姉に対してコンプレックスを抱いており、自分に自信を持てずにいる。そのため、中学時代に自分を好きでいてくれた男子からの告白を拒否し、彼を傷付けたまま別れてしまった苦い過去がある。
高校入学後も、幼馴染の雨季を除く周囲の生徒たちからは「有名モデルの妹」としか見られていなかったが、入学式の日に出逢った入谷だけは自分を「如月麻琴」という1人の女の子として見てくれ何かと優しく接してくれるため、次第に好意を抱くようになる。やがてある出来事から入谷の過去を知り、「強くなりたい」という決意と共に想いを再確認する。渡瀬との過去に決着をつけた後、入谷と晴れて恋人同士になる。
誕生日：10月4日。天秤座。O型。156cm。44㎏。
入谷 瞬（いりや しゅん）
声 - 逢坂良太
麻琴のクラスメイト。イケメンで明るく優しい性格の少年でクラスの人気者。他の生徒たちと違って、麻琴の姉がモデルであることを知らなかったため、「モデルの妹」という先入観を持たずに接してくれている。麻琴が姉に対してコンプレックスを抱いている事を知り、何かと気にかけている。
幼少期に実母からネグレクトを受けて捨てられた経験があり、現在は伯母夫婦の養子として暮らしている（実母の消息は不明）。
上記の理由から人に嫌われる・捨てられる事に恐怖心を抱くようになり、誰からも好かれる理想の王子様を演じ続けてきた。しかし、自分とは正反対に、要領は悪くとも何事にも一生懸命な麻琴に惹かれていき、彼女と共に人生をやり直すことを決めた。
誕生日：7月31日。獅子座。AB型。175.5cm。56kg。
森永 雨季（もりなが うき）
麻琴のクラスメイト。麻琴とは小学校時代からの付き合いで、数少ない理解者の1人でもある。バスケ部所属。
美人だが、体育会系のボーイッシュな女の子で性格もサッパリしているため、男子よりも女子からの人気が高い。
高校で新しく知り合った白雪とも、初対面の時から彼女の強烈な個性を気にせず平然と付き合う度量の大きさを見せている。
誕生日：6月9日。双子座。B型。162cm。47㎏。
白雪 ななみ（しらゆき ななみ）
麻琴のクラスメイトで、入谷の中学時代の同級生だった女の子。ゴスロリ系のファッションを好み、詩的でミステリアスな発言が多い個性的な存在。
その強烈な個性のために周囲からは敬遠されがちで友人も少ないが、根は優しく、麻琴の良き友人として自身の経験を元にしたアドバイスを送ることもある。
女の子でありながら同性の雨季に惹かれ始めている。叶わぬ想いであることを悟っているため、雨季自身の幸せや彼女に好意を寄せる遊佐を陰ながら応援している。
誕生日：3月3日。魚座。AB型。154.5cm。42㎏。
如月 莉華（きさらぎ りか）
声 - 茅野愛衣
麻琴の姉で有名読者モデル。幼い時から評判の美人で女の子たちのカリスマ的存在であり、男子からもモテモテの超人気者。
麻琴のコンプレックスの元であるが姉妹仲は良く、妹をとても可愛がっている。
人目を引く容姿と強気な性格で同級生や他のモデルから反感を買う事も多く、毅然と立ち向かっていく一方で孤独さを感じていた。
業界内で過去に何人かの男性と交際経験があるらしいが、すべて短期間で破局している。
現在は見習いカメラマンの仙田尚樹と交際中。
誕生日：8月22日。獅子座。A型。162cm。42㎏。
遊佐 一誓（ゆさ いっせい）
麻琴や入谷らと同級生（クラスは違う）。「東棟の王子」入谷と対を成す「西棟の王子」と女子たちから呼ばれている鋭い目付きのイケメンで、性格は粗暴。
入谷とは理由あって幼少期に一時期同居しており、彼の過去も知っている上での友人同士である。
入谷のことを何よりも大切に思っており、彼の見た目につられて寄ってくる女子に怒鳴り散らして追い返すなど容赦が無い。
初対面の麻琴に対してもかなり暴力的な態度を示しており、二人の交際を認めてからも麻琴への嫉妬をたびたび見せている。
雨季とは似た者同士の性格でよく口喧嘩をするが、一方では異性として彼女に惹かれ始めている様子もある。
なお、単行本第2巻の柱によると、家族は面白い人達ばかりらしい。誕生日：1月29日。水瓶座。B型。177cm。60kg。
渡瀬 智也（わたせ ともや）
麻琴の中学時代の同級生だった少年。中1の時から麻琴を好きで、告白しようとしたが前述の通り拒絶されてしまった。その後間もなく家庭の事情で転校してしまい、高校進学後にサッカー部の遠征試合で偶然再会する。怪我でサッカーができなくなり自暴自棄になっていたが、入谷らとの出会いで少しずつ前を向き始める。現在はマネージャーの豊田志帆と交際中。
仙田 尚樹（せんだ なおき）
プロカメラマンの下でアシスタントをしている青年で、強気な莉華とは対照的に温厚で頼りない印象。不機嫌顔の莉華を偶然撮影したのを切っ掛けに交際を始める。
モデルとして華々しく活躍する莉華と、カメラマンとして芽が出ない自分との間に格差を感じ別れを決意するも、麻琴からの叱咤を受け再び彼女と向き合うため改めて告白をする。
久遠 良明（くどう よしあき）
生物科担当の教師で、2年次からの麻琴、雨季、白雪の担任。生徒相手にも皮肉めいた態度を取る長髪の優男。
雨季の兄、立夏（りつか）の古い友人であり、幼い雨季も交えた3人でよく遊んでいた。軽いノリで交わした口約束から、雨季とは現在に至るまで友達以上恋人未満のような曖昧な関係が続いていた。
入谷 史織（いりや しおり）
入谷瞬の実の母親。若くして瞬を産み、十数年たった現在でも20代前半と見紛う美貌を持つ。瞬をネグレクトした人物。
京都の名家の出であるが、中学時代のある出来事を機に実家に寄り付かなくなり親からは勘当されている。
現在瞬の養母である小百合は実の姉。のちに脳腫瘍で余命行く場もない状態であり、本人曰く天罰と言っている。
ツッコミうさぎ
ウサギのぬいぐるみのような姿をしている本作のマスコット的キャラクター。麻琴のいる場に何の脈絡もなくたびたび現れ彼女の言動にツッコミを入れているが、彼（？）自身は麻琴たちに存在を認知されているわけではなく、直接会話をするわけでもない。『りぼんスペシャル』に時おり掲載される番外編の4コマ漫画では主役になることもある。

## 単行本
- 酒井まゆ 『シュガー＊ソルジャー』 集英社〈りぼんマスコットコミックス〉、全10巻[4]
  1. 2012年2月15日発売、ISBN 978-4-08-867177-2
  2. 2012年6月15日発売、ISBN 978-4-08-867204-5
  3. 2012年10月15日発売、ISBN 978-4-08-867228-1
  4. 2013年3月15日発売、ISBN 978-4-08-867260-1
  5. 2013年8月9日発売、 ISBN 978-4-08-867280-9
  6. 2014年1月15日発売、ISBN 978-4-08-867304-2
  7. 2014年6月13日発売、ISBN 978-4-08-867326-4
  8. 2014年11月14日発売、ISBN 978-4-08-867344-8
  9. 2015年4月24日発売、ISBN 978-4-08-867365-3
  10. 2015年8月25日発売、ISBN 978-4-08-867383-7

## テレビアニメ
『おはスタ』内で2014年1月14日、21日、28日に渡り、短編アニメが全3話放送。

### 主題歌
「シュガー＊ソルジャー」
作詞 - 酒井まゆ / 作曲 - MEG.ME / 歌 - 如月麻琴（水瀬いのり）